# 英国内阁委员会
英国是内阁制政体，其政府由首相统领大臣组成的内阁领导。内阁的大量日常工作由内阁委员会（英語：Cabinet committees）执行，而非整个内阁。每个委员会都有自己的责任范围，其决定对整个内阁都有约束力。
各委员会结构和成员的细节由首相酌情决定之。 首相可以不受约束地重组各委员会及其职责，亦可自由任用或开除成员。唯一的限制是要求内阁大臣必须是枢密院成员，因为内阁本身是枢密院的一个委员会。
内阁委员会制度自20世纪创设以来已经历了许多变化，但外交和军事政策、国内政策、经济政策和政府立法程序等委员会也变得相当固定。内阁委员会和其他许多委员会是常设委员会，这些委员会有广泛的职权范围；此外则是为处理具体事宜而设立的特设委员会。特设委员会的数量已从20世纪的高峰降低下来。现在很多事宜现在都要在各部门之间双边及多边解决，或者通过更多的非正式讨论来解决，而不再要求成立一个委员会。
2015年，卡梅伦政府引入“工作推进小组”以处理具体的跨部门优先事宜。这些小组直接向首相和内阁汇报，但如果需要集体协议，仍要经内阁批准。
2017年，特蕾莎·梅首相任命达米安·格林为第一国务大臣兼内阁办公厅大臣，这意味着他担任的这一角色领导大多数委员会和工作推进小组。

## 程序
内阁委员会委员资格仅限于大臣级，但部分非大臣官员也得出席相关会议。特别是国家安全委员会，军事、情报和安全部门高级官员经常出席。首相办公室的成员 - 包括首相自己 - 可以出席任何委员会。但首相的出席并不意味着其主持委员会会议，由于首相为内阁之最高级成员，其亦可以选择这样做。
在2010年成立的联合政府中，每个内阁委员会都包括保守党和自由民主党的成员。此外，通常情况下各内阁委员会设有主席和副主席各一人，来自不同党派。各委员会之上设有联盟委员会和业务工作组（详见下文），负责裁决联合政府内部的争端，并制定未来的政策。
亦存在主要成员为非大臣的内阁委员会，如从前的经济顾问委员会，其成员主要是经济学家。1904-1939年间存在的帝国防务委员会是由首相主持大臣、高级军官和公务员组成的军事决策委员会。1997-2001年还存在一个工党-自由民主党咨询委员会，由工党政府大臣和自民党高级成员组成。
直到1992年，内阁委员会的明细，其成员名单及其职权范围都是秘密的，罕有例外。第二次世界大战期间，丘吉尔首相向国会通报了战时内阁的细节；1925年时任财政大臣丘吉尔在其预算案中透露了国家指出常任委员会。1963年国防部成立时，人们也得知了国防和海外政策委员会的存在。1979年撒切尔夫人又在下院发言时提及了这个委员会，同被提及的还有经济战略、内政和社会事务、立法等常任委员会。一直保密的原因是由于担忧公众对内阁程序的了解后导致对集体责任原则丧失信心（大量事务不经内阁全体决定），以及对具体的政策责任人（委员会主席）产生压力。直到目前为止，内阁的决定究竟是出自全体还是某委员会仍是保密的。
内阁委员会受到有关部门公务员组成的“官方委员会”的影响。官方委员会的存在和其成员名单遵循三十年秘密原则。

### 委员会的特殊功能
大多数委员会协调某些具体领域的政策。但是，有些委员会在管理政府业务方面发挥了特殊的作用，因此有不同的程序。
公共支出委员会（PEX）在向各部门分配政府资金方面发挥核心作用。该委员会起源于1981年，以“星室法庭”为非正式名称的特设委员会（MISC 62），对部门间的支出争议进行裁决，而不交由内阁全会处理。要求由内阁全会决定仍在原则上被允许，但这项权利几乎不被使用。之所以被称为星室法庭，就是因为该法庭的原型是英国历史上最重要的专制机器，人们以此来形容公共开支委员会的专断。这个委员会在约翰·梅杰政府时代被固定下来，并由财政大臣主持之；1998-2010年间该委员会还负责监督公共服务协议。 2010年协议被废止后，公共开支委员会仍然在审查部门支出方面发挥作用，并就每个部门能获得多少资金向内阁提供建议。
立法委员会负责拟定政府法案送交国会审议的时间表，编写和修改这些法案，准备御座致辞。该委员会的前身是两个委员会：一个负责立法计划；一个负责使法案在国会通过。希望制定新的主要立法的政府部门必须申请加入到立法委员会的立法清单中，并得到各政策委员会的同意。
在紧急状态下，国家安全委员会及其分委员会（威胁、危害、恢复力和应急能力）可以在航行状态下开会。

### 内阁文件
内阁委员会的会议记录和文件像内阁一样遵循保密原则。文件会根据客观需要与否传达至各位大臣手中，所以即便非某内阁委员会成员，大臣亦得阅览其文件。一些材料可能被分类为只向委员会的特定成员提供，特别是敏感的文件，这种文件会保存在安全的房间中，只能在监督下阅读，不能带出，监督者也无资格阅览。文件可以物理或电子方式分发（通过政府安全内联网）。为准备官方会议记录而做的所有笔记都将在官方会议记录完成后销毁。正式会议记录通常不会将讨论要点与具体人联系起来。
如果执政党发生变化，那么新政府也可能不被允许查阅前任政府的会议记录。除非由前首相或反对党领袖同意。少数例外为明确的非政治性质的文件，例如法律咨询或国际协议。一些退休大臣如要撰写回忆录，可查阅他们任期内的内阁文件，但通常内阁办公厅的原始档案不能借阅。

## 委員會列表

### 內閣委員會
以下列表根據內閣事務部於2024年10月發布的資訊而編制：
| 委員會               | 委員會                                          | 主席                                    | 副主席                          | 職責範圍                                                                                       |
| -------------------- | ----------------------------------------------- | --------------------------------------- | ------------------------------- | ---------------------------------------------------------------------------------------------- |
| 國家安全委員會       | 國家安全委員會                                  | 施紀賢 英國首相                         | 不適用                          | 涉及國家安全、外交政策、國家韌性、國際關係、經濟安全、貿易、國際發展、國防和全球問題的戰略方針 |
|                      | 核子小組委員會                                  | 施紀賢 英國首相                         | 不適用                          | 涉及核威懾與核安全的事宜                                                                       |
| 烏克蘭小組委員會     | 林德偉 外交、聯邦及發展事務大臣 賀理安 國防大臣 | 涉及烏克蘭局勢及相應政府對策的事宜      | 不適用                          |                                                                                                |
| 韌性小組委員會       | 麥法德 蘭開斯特公爵領地事務大臣                 | 涉及強化國家韌性的規劃及實施事宜        | 不適用                          |                                                                                                |
| 歐洲事務委員會       | 歐洲事務委員會                                  | 施紀賢 英國首相                         | 不適用                          | 涉及歐洲事務的事宜                                                                             |
| 聯盟及憲法事務委員會 | 聯盟及憲法事務委員會                            | 施紀賢 英國首相                         | 麥法德 蘭開斯特公爵領地事務大臣 | 涉及聯盟及憲制改革的事宜                                                                       |
| 內政及經濟事務委員會 | 內政及經濟事務委員會                            | 麥法德 蘭開斯特公爵領地事務大臣         | 不適用                          | 涉及內政及經濟事務的事宜（包括實施國內政策的策略）                                             |
| 就業未來事務委員會   | 就業未來事務委員會                              | 韋雅蘭 副首相兼房屋、社區及地方政府大臣 | 不適用                          | 制定涉及「勞有所獲（Make Work Pay）」的勞工法例改革的計畫。                                                 |
| 科學及科技事務委員會 | 科學及科技事務委員會                            | 施紀賢 英國首相                         | 不適用                          | 涉及科學及科技的相關事宜，推動英國的經濟增長及保障國家安全。                                   |
| 議事及立法事務委員會 | 議事及立法事務委員會                            | 布樂詩 下議院領袖兼樞密院議長           | 不適用                          | 涉及政府的議事計畫及立法議程的相關事宜，並為未來的立法議程提出建議。                           |

### 任務委員會
除了內閣委員會外，政府新增五個任務委員會，分別負責經濟成長、清潔能源、公眾安全、兒童機會和醫療衛生的五大任務。各委員會均由對應的內閣大臣擔任主席，並由蘭開斯特公爵領地事務大臣出任副主席，負責監督相應任務的工作。

### 非內閣委員會
內閣事務部負責為以下委員會提供秘書服務，然而此等機構並非屬內閣委員會。其中包括多個由公務員為主的「官方」委員會，對應相屬的內閣委員會。
- 聯合情報委員會（英语：Joint Intelligence Committee (United Kingdom)）是指导和监督英国情报和保安机构的官方委员会。
- 首相及首席部長理事會由首相及三個權力下放政府的首長組成，負責協調英國府際關係。
- 常任秘書長管理小組及公務員督導委員會均是由資深公務員組成的委員會，隸屬內閣事務部。

以往英國政府亦曾經設立以下組織：
- 联合运作和战略规划组（被称为“工作组”而不是全体委员会），设立于2010年，负责為當時联合政府“考虑和解决与联合协议的运作有关的问题，政府业务的长期战略规划，并根据需要向联合委员会报告”。[3]该小组后来为戴维·卡梅伦、尼克·克萊格、歐思邦和丹尼·亞歷山大组成、由政治顾问和常任文官辅佐的“四人会议”取代。
- 1999年至2022年，部長級聯合委員會由英國中央政府及各構成國（即蘇格蘭、威爾斯及北愛爾蘭）的政府高官組成，主要負責處理英國府際關係。